# Ajos Jeorjos (dystrykt Pafos)
Ajos Jeorjos (gr. Άγιος Γεώργιος) – wieś w Republice Cypryjskiej, w dystrykcie Pafos. W 2011 roku liczyła 101 mieszkańców.